# Badanie trzeciego stopnia
Badanie trzeciego stopnia (ang. third degree) – określenie używane przez kryminologów amerykańskich. Oznacza przesłuchanie przez organy ścigania podejrzanego, mające na celu wymuszenie przyznania się do winy przy użyciu brutalnych metod.